# Карлос Сантана
Карлос Аугусто Алвес Сантана (на испански: Carlos Augusto Alves Santana; рождено име – Карлос Умберто Сантана Агилар (на испански: Carlos Umberto Santana Aguilar); род. 20 юли 1947 г., Аутлан де Наваро) е американски рок изпълнител и китарист от мексикански произход, носител на Грами. Става известен през 60-те и 70-те години на XX век предимно с групата си Сантана, която изпълнява особена смесица от рок, салса, блус и джаз. Отново придобива популярност, завръщайки се неочаквано през 1999 г. на върха на чартовете с албума Supernatural („Грами“ за най-добър албум на годината), който съдържа суперхитовете Smooth и Maria Maria.
През 2015 г. списание Rolling Stone класира Сантана на 20-о място в списъка си на 100-те най-добри китаристи. През 2023 г. Rolling Stone го определя като 11-ият най-велик китарист на всички времена. Той е носител на 10 награди Грами и три награди Латинско Грами, и е въведен заедно с едноименната си група в Залата на славата на рокендрола през 1998 г.

## Дискография
- Santana (албум) (1969)